# Royal Edward
Le Royal Edward est un paquebot britannique. Mis en service sous le nom de Cairo en 1908, il dessert la ligne Marseille-Alexandrie avec son sister-ship l’Heliopolis. Mais, la compagnie de navire qui dessert cette ligne n'est pas rentable et Cairo et son sister-ship Heliopolis furent vendus en 1909. Ainsi, en 1910, les deux navires sont cédés à la Canadian Northern Steamship Company et deviennent le Royal Edward et le Royal George.
Sous ce nom, le navire dessert Avonmouth et Montréal. C'est dans ces conditions qu'en mars 1914, il entre en collision avec un iceberg, remarqué alors qu'il ne se trouve qu'à trois cents mètres de la proue du navire. Son commandant a en effet pris la décision de ne pas chercher à l'éviter et de se contenter de ralentir pour le percuter de face, sauvant le navire dont seuls les compartiments avant sont inondés. Il s'est en effet souvenu de la décision prise par le premier officier du Titanic Murdoch, qui avait été fatale au paquebot,. La commission d'enquête qui avait suivi le drame avait conclu qu'une collision frontale d'un navire comportant des cloisons étanches avec un iceberg était préférable à un choc latéral,.
Le Royal Edward est ensuite transformé en transport de troupes durant la Première Guerre mondiale. Le 13 août 1915, il est torpillé au large de l’îlot de Kandelioússa (au sud-ouest de Nísyros dans le Dodécanèse) par l'UB-14 sur ordre de l'Oberleutnant zur See Heino von Heimburg. Le nombre de personnes mortes durant le naufrage est incertain, les sources divergeant fortement : 132, 864, 935, 1 386 ou 1 865.

## Galerie

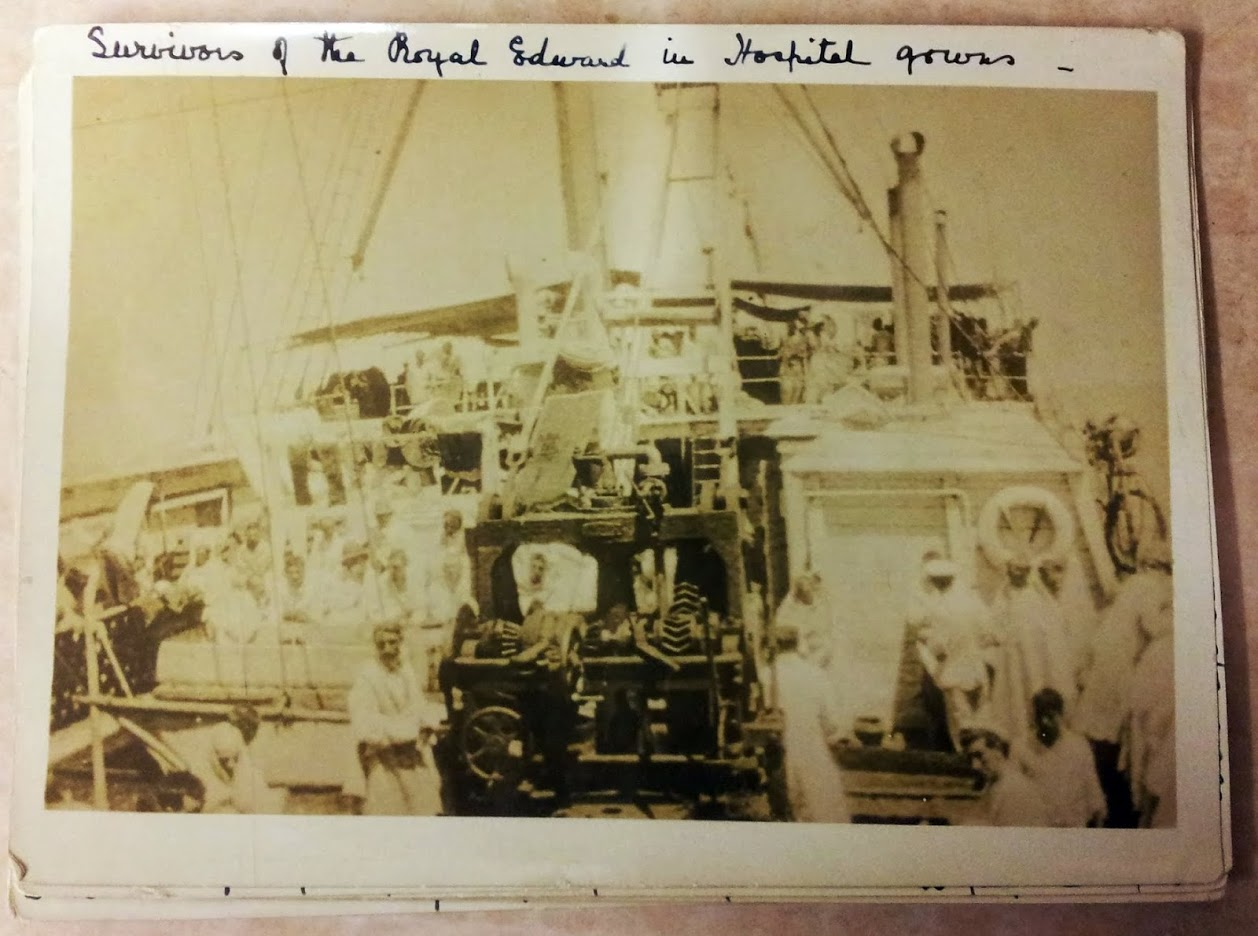
Survivants du naufrage du Royal Edward hospitalisés
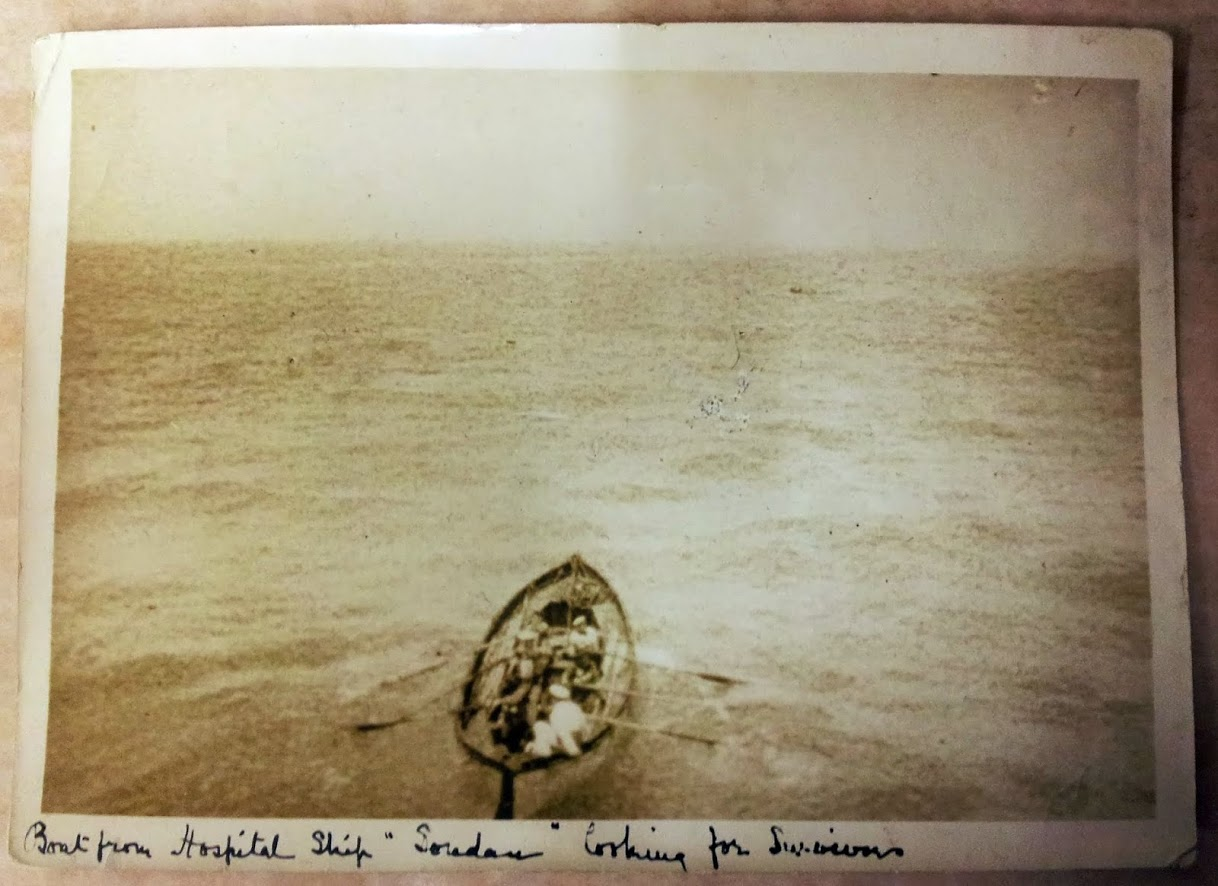
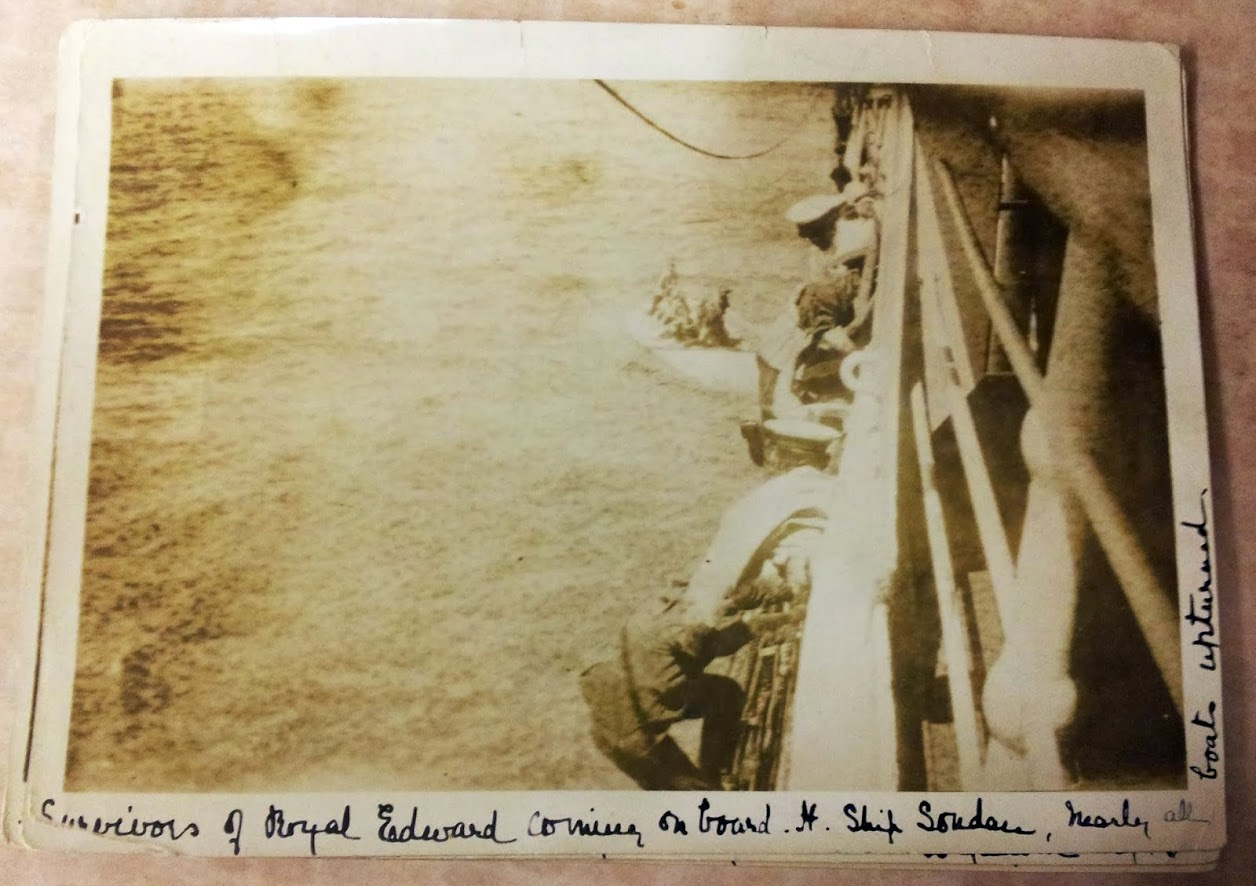
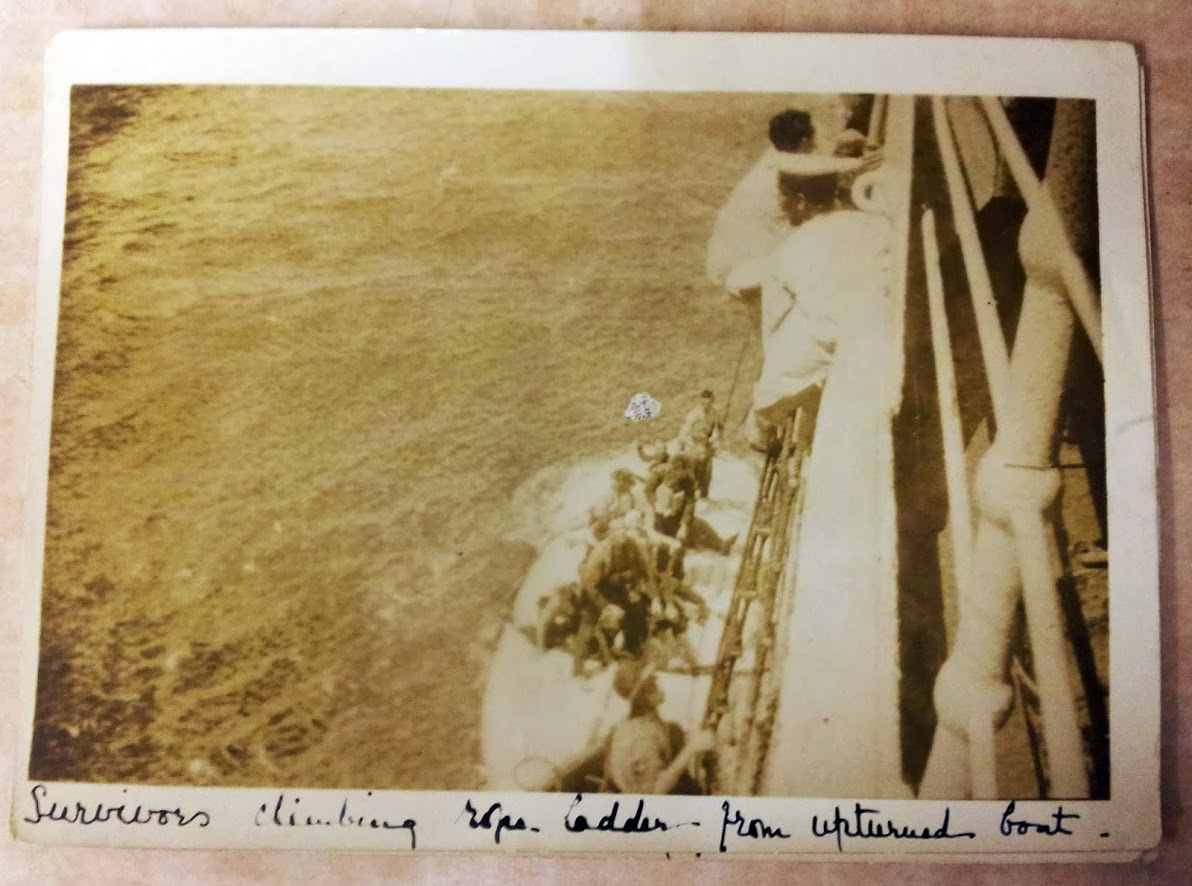
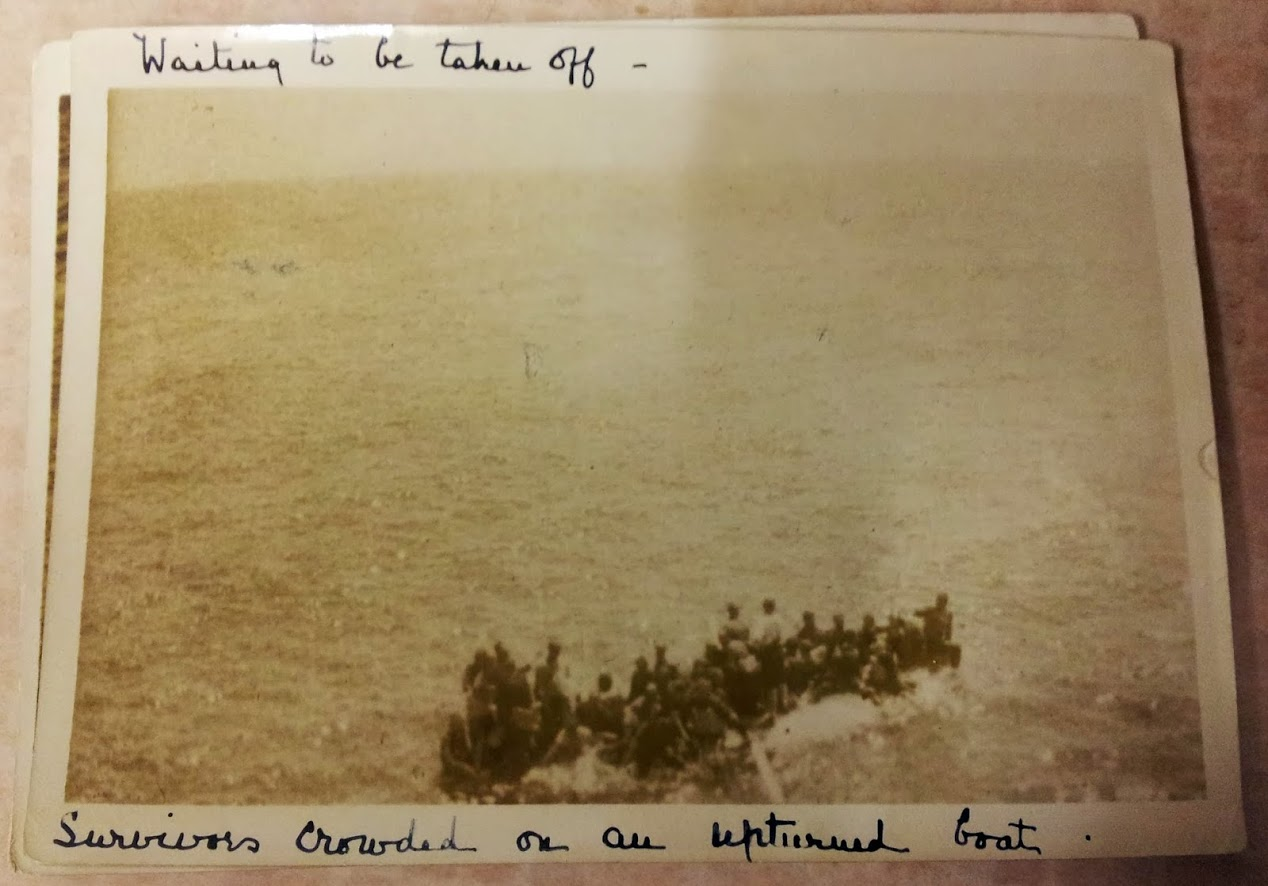
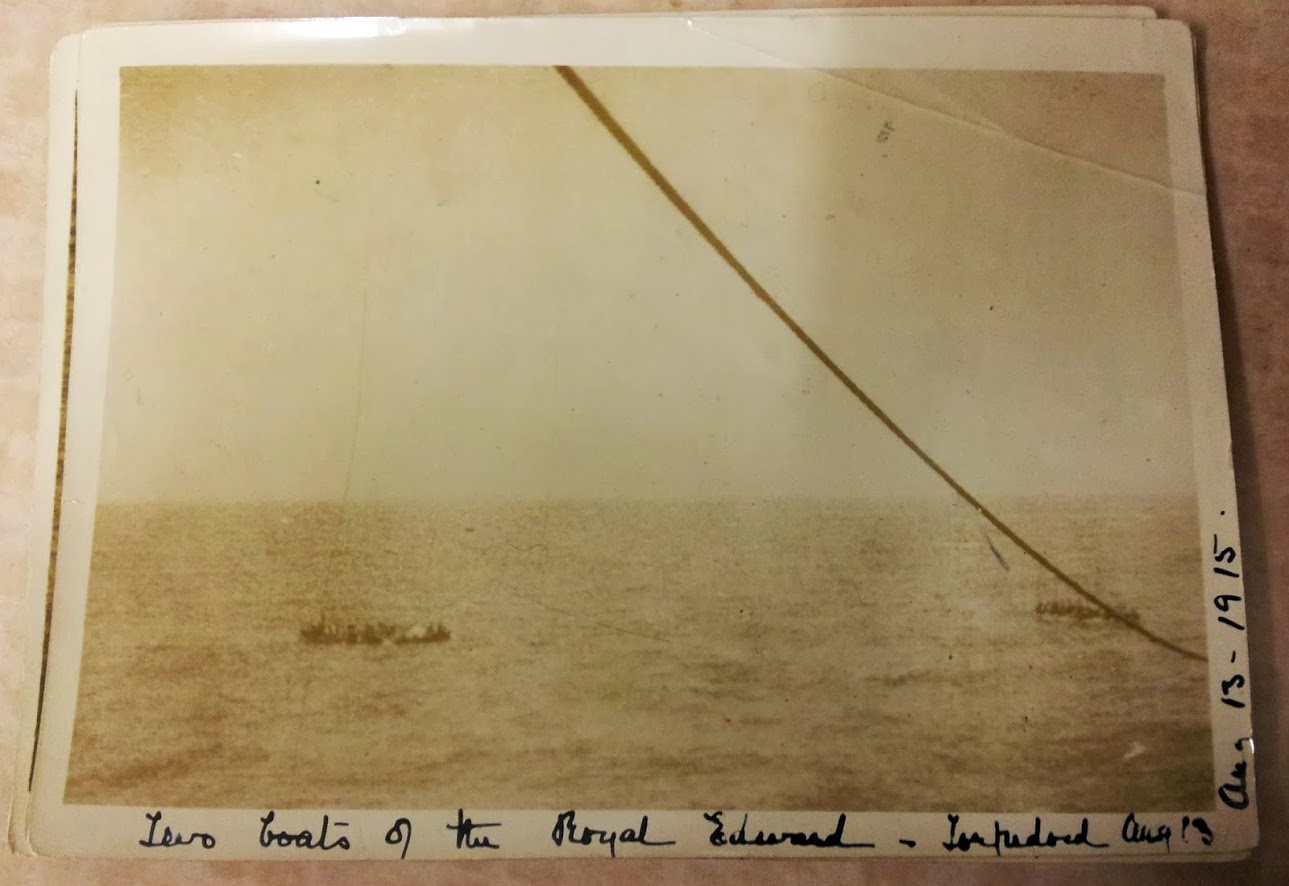